# Anka Bakova
Anka Bakova (búlgar: Ани Стоянова Бакова)  (Peruixtitsa, 22 de febrer de 1957) és una remadora búlgara, ja retirada, que va competir durant les dècades de 1970 i 1980.
El 1980 va prendre part en els Jocs Olímpics d'Estiu de Moscou, on va guanyar la medalla de bronze en la prova del quàdruple scull amb timoner del programa de rem. Formà equip amb Mariana Serbezova, Rumeliana Bontxeva, Dolores Nakova i Anka Gheorghieva.
En el seu palmarès també destaquen quatre medalles al Campionat del món de rem, d'or el 1978, de plata el 1979 i de bronze el 1977 i 1981, les tres primeres en el quàdruple scull amb timoner i la darrera en doble scull.